# Yastrebovski
Yastrebovski (del ruso: Ястребовский) es un jútor del raión de Krymsk del krai de Krasnodar, en Rusia. Está situado cerca de la orilla derecha del Abín, afluente del Adagum, de la cuenca del Kubán, 11 km al nordeste de Krymsk y 72 km al oeste de Krasnodar. Tenía 213 habitantes en 2010
Pertenece al municipio Merchánskoye.